# Mora, Tây Ban Nha
Mora là một đô thị trong tỉnh Toledo, Castile-La Mancha, Tây Ban Nha.